# Live Nippon
『Live Nippon』（ライブ・ニッポン）はBS朝日で、2014年10月4日から2015年3月21日まで放送されていた情報番組である。

## 概要
2013年10月から2014年9月まで放送された『いま日本は』の後継番組で、この1週間日本各地で起こった政治、経済、社会、スポーツ、芸能などの様々な出来事を大型パネルにまとめた「タイムラインボード」を使って時系列で振り返り、それについて各界の論客を交えて解説を加える。その他、最新スポーツニュース、1週間の芸能ニュースを振り返る「Live芸能界」のコーナーもある。
しかし半年で終了し、『いま日本は』と合せた『いま世界は』の日本版スピンオフは1年半で終了となった。

## 出演者

### MC
- 下平さやか（テレビ朝日アナウンサー）
- 佐々木亮太（テレビ朝日アナウンサー）

### 女子大生お天気キャスター
- 千葉佳織（慶応義塾大学2年）
- 岩井美樹（聖心女子大学2年）

基本的にダブルキャスト（週替わりで交代出演）

### コメンテーター
毎回、下記メンバーから3名程度が出演する。うち、基本的に1名はタレントが出場している。
- 一色清（朝日新聞社編集委員・教育コーディネーター）
- 山口真由（弁護士）
- 水道橋博士（浅草キッド）
- テリー伊藤（演出家・テレビプロデューサー）
- 室井佑月（作家）
- 青山繁晴（独立総合研究所 社長）
- 田中卓志（アンガールズ）
- 富坂美織（産婦人科医）
- 安井孝之（朝日新聞社編集委員）
- ピース（又吉直樹・綾部祐二　お笑いグループ）
- 大竹七未（サッカー解説者、元サッカー日本女子代表）
- 財部誠一（経済評論家）
- やくみつる（漫画家）
- 八塩圭子（学習院大学特別客員教授、フリーアナウンサー）
- 犬山紙子（イラストエッセースト）
- 渋谷和宏（作家・雑誌編集者・ジャーナリスト）
- 清水ミチコ（タレント）
- 津田大介（メディア・アクティビスト）
- 酒井千佳（フリーアナウンサー）
- 前田直人（朝日新聞社編集委員）
- 吉村崇（平成ノブシコブシ）
- 嶌信彦（ジャーナリスト）
- 萩谷麻衣子（弁護士）
- デーブ・スペクター（放送プロデューサー）
- 長谷川幸洋（東京･中日新聞論説副主幹）